# Pseudambasia rossii
Pseudambasia rossii är en kräftdjursart som beskrevs av Knud Hensch Stephensen 1927. Pseudambasia rossii ingår i släktet Pseudambasia och familjen Lysianassidae. Inga underarter finns listade i Catalogue of Life.